# Matthieu Delormeau
Matthieu Delormeau, né le 5 mars 1974 à Paris, est un animateur de télévision, chroniqueur et producteur français.
Après avoir été analyste financier, il entame une carrière dans les médias en faisant tout d'abord quelques apparitions en tant que chroniqueur dans diverses émissions de TF1, Canal + et Direct 8. Il travaille pendant huit ans sur la chaîne de télévision NRJ 12 au sein de laquelle il participe au développement de ses deux genres principaux que sont la téléréalité et le magazine en tant qu'animateur et producteur, notamment de Tellement vrai et Le Mag. En 2015, il est licencié de la chaine, celle-ci souhaitant renouveler ses programmes. Il devient alors chroniqueur dans l'émission Touche pas à mon poste ! sur D8 (renommée ensuite C8) et anime également TPMP People sur la même chaîne.

## Biographie

### Famille
Matthieu Delormeau naît le 5 mars 1974 dans le 14e arrondissement de Paris. Fils de Jean-Hugues Delormeau, avocat au Barreau de Paris, associé dirigeant d'un cabinet parisien, Matthieu perd sa mère à l'âge de 9 ans. Il a une sœur aînée, Julie, directrice juridique de TF1, et un frère cadet, Guillaume, guitariste. Ses parents étaient divorcés lors du décès de sa mère, et son père s'est remarié avec Caroline de Sars.

### Carrière
Matthieu Delormeau obtient un diplôme d'économie à HEC Montréal et, pendant près de dix ans, il mène une carrière dans la finance pour de grands groupes. Il occupe un poste d'analyste financier jusqu'en 2003, puis décide de changer d'orientation et de travailler au sein des médias.
Matthieu Delormeau devient alors serveur, tout en parcourant les studios de télévision à la recherche d'un stage. Ayant récupéré l'adresse mail du journaliste et animateur de télévision Marc-Olivier Fogiel dont il est fan (via un ami travaillant aux impôts), il obtient un stage dans l'émission de France 3 On ne peut pas plaire à tout le monde, et devient un ami très proche de l'animateur. Il devient ensuite l'assistant de Virginie Efira.
À partir de 2004 et jusqu'à fin 2005, il est chroniqueur dans Nous ne sommes pas des anges sur Canal+. Il y tient une chronique sur l'argent. De décembre 2006 au printemps 2007, il intervient dans l'émission people Langues de VIP sur TF1. En 2006, il rejoint l'équipe de Jean-Marc Morandini dans l'émission Morandini ! sur Direct 8, et y reste jusqu'en 2008.
De 2007 à 2009, il anime sur NRJ 12 Les 50 vidéos star, avec Karine Lima puis avec Clara Morgane.
À partir de septembre 2008, il présente le magazine Tellement vrai sur NRJ 12, dont il est également le producteur et le rédacteur en chef. L'émission est composée de reportages et d'interviews de l'animateur. Entre-temps, en 2008-2009, il est chroniqueur dans 10 h, le mag sur TF1.
En 2009, NRJ 12 lui confie la présentation de l'émission politique Enquête de sens.
De 2011 à 2015, il présente Le Mag, le magazine d'access prime-time sur NRJ 12, précédant diverses émissions de téléréalité et séries de scripted reality. Il a pour coanimatrices successivement Jeny Priez, Ayem Nour et Caroline Receveur. Entre 2013 et 2015, il présente les huit prime times de l'émission de téléréalité Les Anges de la téléréalité. Entre 2007 et 2015, il présente également sur NRJ 12, des émissions de divertissement et des magazines consacrés aux peoples (magie, mariages princiers, etc.)[réf. souhaitée].
NRJ 12 lui confie l'animation de la neuvième saison de Star Academy aux côtés de Tonya Kinzinger, du 6 décembre 2012 au 28 février 2013, à la suite du rachat des droits de l'émission à Endemol en octobre 2011.
L'émission Wouf, quel chien sera à la hauteur ? qu'il coanime avec Anne-Gaëlle Riccio est diffusée du 11 avril 2015 au 6 mai 2015. Cependant, certaines scènes de l'animateur ont été supprimées en raison d'un « choix artistique » selon l'animateur.
Il rejoint ensuite l'équipe de Cyril Hanouna dans l'émission Touche pas à mon poste ! (dite TPMP) sur la chaîne D8, en tant que chroniqueur pour la saison 2015-2016. Si sa venue fait beaucoup parler, que ce soit de la part des autres chroniqueurs de l'émission ou des internautes, il devient de plus en plus apprécié du public au fil des émissions. Il se fait remarquer pour son admiration sans faille envers Cyril Hanouna.
Le chroniqueur présente Il en pense quoi Matthieu ?, tous les vendredis sur C8 entre septembre 2016 et mai 2017 de 17 h 55 à 19 h 05, prenant le relais de Camille Combal qui anime Il en pense quoi Camille ? les autres jours de la semaine. Il anime l'émission jusqu'au 22 mai 2017, puis s'éloigne de C8, marqué par une séquence considérée homophobe sur un prime time de TPMP,. En avril et mai 2017, sur la même chaîne, il coanime en première partie de soirée l'émission de divertissement Des records incroyables mais vrais ! avec Isabelle Morini-Bosc. De septembre 2018 à mars 2020, toujours sur C8, il anime tous les vendredis TPMP People, une émission dérivée de Touche pas à mon poste !, entouré de chroniqueurs.
Il produit également des documentaires pour la chaîne,.
En 2017, il joue son propre rôle dans le film Bad Buzz de Stéphane Kazandjian.
Il quitte Touche pas à mon poste ! à la fin de la saison 2020, avant d'y revenir à la rentrée 2021.
Après quelques semaines de présence en pointillés, il annonce le 12 mai 2023 son départ définitif de TPMP mais aussi de la boîte de production H2O ; il est remplacé par Bernard Montiel à la présentation de TPMP People. D'après une enquête publiée par Mediapart, Matthieu Delormeau aurait quitté TPMP à cause des menaces proférées par Cyril Hanouna. L'information est contestée par Matthieu Delormeau.

## Vie privée
Matthieu Delormeau n'a jamais voulu parler de son orientation sexuelle, estimant que cela n'a aucune importance, comme la couleur de la peau. Cependant son homosexualité est souvent sous-entendue au sein de Touche pas à mon poste !. Elle est ainsi évoquée en septembre 2016 par Géraldine Maillet. Ayant reçu de nombreux messages homophobes, il dit être persuadé qu’il finira par être agressé.

## Affaires judiciaires

### Accusation de chantage et menace
Durant l'été 2016, il est cité, avec Marc-Olivier Fogiel, lors de l'affaire Morandini : Jean-Marc Morandini les accuse de chantage. Le 17 janvier 2017, Morandini est condamné par le Tribunal de grande instance de Paris à verser la somme de 6 500 euros (5 000 euros de dommages et intérêts et 1 500 euros de frais d'avocat) à Matthieu Delormeau pour atteinte à la vie privée, en raison des propos tenus lors de sa conférence de presse de juillet 2016.

### Achat de cocaïne
En juillet 2024, Matthieu Delormeau est arrêté et mis en garde à vue pour une transaction de cocaïne. Lors de son arrestation il était en possession de 300 euros en liquide, son domicile a été perquisitionné, et un gramme de poudre blanche, un peu d’herbe de cannabis, ainsi qu’une petite quantité de MDMA et de GHB ont été retrouvés,.
Il est de nouveau interpellé le 25 février 2025 lors d'une transaction visant à lui procurer de la cocaïne.

## Polémiques
Plusieurs polémiques naissent des « humiliations » subies par Matthieu Delormeau dans l'émission Touche pas à mon poste !. Cyril Hanouna est, entre autres, accusé par certains commentateurs de harcèlement et d'homophobie à son encontre.
Le 3 novembre 2016 est diffusée une séquence de « caméra cachée » mettant en scène Cyril Hanouna et Matthieu Delormeau. Celui-ci, filmé à son insu, assiste à une altercation simulée entre Hanouna et un faux agent de Tom Cruise, suivie d'une blessure apparemment grave infligée à l'animateur. Ce dernier demande alors à Matthieu Delormeau de ne pas signaler l'incident aux forces de l'ordre et d'endosser. Le CSA inflige à la chaîne, le 7 juin 2017, une sanction consistant en une suspension pendant une durée d’une semaine de la diffusion des séquences publicitaires au sein de l'émission. Cette décision est toutefois annulée par le Conseil d'État le 18 juin 2018 au motif que le CSA a méconnu les exigences tenant à la liberté d'expression en sanctionnant la chaîne (décision n°412074, Société C8).
Le 17 janvier 2017, Matthieu Delormeau révèle avoir montré un film « érotico-porno » à son neveu de sept ans pour lui expliquer « comment on fait des enfants ». Le CSA reçoit plusieurs dizaines de signalements de la part des téléspectateurs tandis que des associations de protection de l'enfance étudient la possibilité de déposer plainte contre le chroniqueur de Touche pas à mon poste !. Le chroniqueur dément le lendemain lors de l'émission et dit avoir menti pour faire rire.

## Télévision

### Chroniqueur
- 2004 - 2006 : Nous ne sommes pas des anges présentée par Maïtena Biraben sur Canal+
- 2006 - 2007 : Langues de VIP présentée par Benjamin Castaldi sur TF1
- 2006 - 2008 : Morandini ! présentée par Jean-Marc Morandini sur Direct 8
- 2008 - 2009 : 10 h le mag présentée par Julien Arnaud et Sandrine Quétier sur TF1
- 2015 - 2020 puis 2021 - 2023 : Touche pas à mon poste ! présentée par Cyril Hanouna sur D8 devenue C8
- 2016 : C'est pour nous, c'est cadeau présentée par Cyril Hanouna sur D8
- 2016 : Il en pense quoi Camille ? présentée par Camille Combal sur C8
- 2018 : La Télé même l'été ! présentée par Benjamin Castaldi sur C8
- 2018 : TPMP refait la semaine ! présentée par Jean-Luc Lemoine sur C8
- 2018 : TPMP fait  son bêtisier ! présentée par Benjamin Castaldi sur C8
- 2018 : TPMP ouvert à tous ! présentée par Benjamin Castaldi sur C8
- 2020 : Allô Baba ! présentée par Cyril Hanouna sur C8
- 2020 : Ce soir chez Baba ! présentée par Cyril Hanouna sur C8
- 2020 : C que du kif ! présentée par Cyril Hanouna sur C8

### Animateur
- 2007 - 2009 : Les 50 vidéos stars (avec Karine Lima puis Clara Morgane) sur NRJ 12[33]
- 2008 - 2015 : Tellement vrai sur NRJ 12
- 2009 : Enquête de sens sur NRJ 12[34]
- 2010 - 2013 : Stars et Magie (avec Clara Morgane) sur NRJ 12
- 2011 - 2015 : Le Mag sur NRJ 12 (coprésentation avec Jeny Priez en 2011-2012, avec Ayem Nour de 2012 à 2014, avec Caroline Receveur en 2014)
- 2011 : Monaco : les coulisses du mariage princier (avec Jeny Priez) sur NRJ 12[35]
- 2011 : La saga people de l’année (avec Jeny Priez) sur NRJ 12[36]
- 2011 : La saga des mariages de l’année (avec Jeny Priez) sur NRJ 12[36]
- 2012 : Soirée spéciale Jean Dujardin (avec Jeny Priez) sur NRJ 12[37]
- 2012 : We Love Céline (avec Natasha St-Pier) sur NRJ 12[38]
- 2012 - 2013 : Star Academy 9 (avec Tonya Kinzinger) sur NRJ 12
- 2013 - 2015 : Les prime times de Les Anges de la téléréalité (avec Ayem Nour en 2013) sur NRJ 12
- 2014 : Friends Trip, qui sera le meilleur ami ? : la grande finale sur NRJ 12[39]
- 2015 : Wouf, quel chien sera à la hauteur ? (avec Anne-Gaëlle Riccio) sur NRJ 12
- 2016 - 2017 : Il en pense quoi Matthieu ? sur C8
- 2017 : Des records incroyables mais vrais ! (avec Isabelle Morini-Bosc) sur C8
- 2018 - 2020 puis 2022 - 2023 : TPMP People sur C8
- 2020 : TPMP c'est que de l'amour (avec Cyril Hanouna) sur C8

## Filmographie
- 2017 : Bad Buzz de Stéphane Kazandjian : lui-même